# Рудь Герасим Якович
Герасим Якович Рудь (рум. Gherasim Rudi; 19 лютого (4 березня) 1907, Сарацея, Балтський повіт, Подільська губернія, Російська імперія — 26 червня 1982, Кишинів, Молдавська РСР, СРСР) — молдавський партійний та державний діяч, голова Ради міністрів Молдавської РСР. Педагог, професор (1966), кандидат сільськогосподарських наук (1937), ректор. Член-кореспондент Академії наук Молдавської РСР (1970). Заслужений діяч науки Молдавської РСР (1974). Член Центральної Ревізійної Комісії КПРС у 1952—1956 роках. Кандидат у члени ЦК КПРС у 1956—1961 роках. Депутат Верховної ради СРСР 1—4-го скликань.

## Життєпис
Народився в селі Сарацея Бесарабської губернії (тепер Рибницький район Молдови) в родині селянина. У 1920—1924 роках працював робітником у колгоспі.
З 1924 по січень 1928 року навчався в Рибницькому технікумі садівництва і виноградарства. З січня по вересень 1928 року працював у цьому ж технікумі.
У вересні 1928 — січні 1929 року — студент Одеського сільськогосподарського інституту. У січні 1929 — 1931 року — студент Московської сільськогосподарської академії імені Тімірязєва. З 1931 по 1933 рік — в аспірантурі плодоовочевого інституту імені Мічуріна в місті Мічурінську.
У 1933—1937 роках — доцент, завідувач кафедри, в 1937—1939 роках — директор Молдавської вищої комуністичної сільськогосподарської школи в місті Тирасполі.
Член ВКП(б) з 1939 року.
У 1939 — серпні 1940 року — заступник голови Ради народних комісарів Молдавської АРСР.
У серпні 1940 — 1944 року — 1-й заступник голови Ради народних комісарів Молдавської РСР.
У вересні 1943 — 1944 року — комісар 1-го Молдавського партизанського з'єднання.
У 1944 — 18 липня 1946 року — заступник голови Ради народних комісарів Молдавської РСР. Одночасно 12 червня 1944 — 19 липня 1946 року — народний комісар (міністр) закордонних справ Молдавської РСР.
18 липня 1946 — 23 січня 1958 року — голова Ради міністрів Молдавської РСР.
У лютому 1958 — квітні 1962 року — директор Молдавського науково-дослідного інституту харчової промисловості.
У квітні 1962 — 26 червня 1982 року — ректор Кишинівського сільськогосподарського інституту імені Фрунзе.

## Нагороди
- три Ордени Леніна
- Орден Жовтневої Революції
- Орден Трудового Червоного Прапора
- Орден Богдана Хмельницького I-о ступеня (2.05.1945)
- Орден Дружби народів (1977)
- Орден Червоної Зірки[1]
- Надзвичайний і Повноважний Посланник II класу (24.02.1945)